# Longmyndian Supergroup
Die Longmyndian Supergroup ist ein rund 6000 Meter mächtiger geologischer Schichtenverband in Shropshire, der während des Ediacariums abgelagert wurde. Er enthält primitive Fossilien, Vorläufer der Ediacara-Fauna.

## Etymologie
Die Longmyndian Supergroup ist nach dem Long Mynd benannt, einem Höhenzug im westlichen Shropshire in England nahe der Grenze zu Wales. Long Mynd (langgezogener Berg), Walisisch Mynydd Hir, ist eine Zusammensetzung aus dem Englischen long (lang) und dem Britannischen Mynd (Berg).

## Geologie

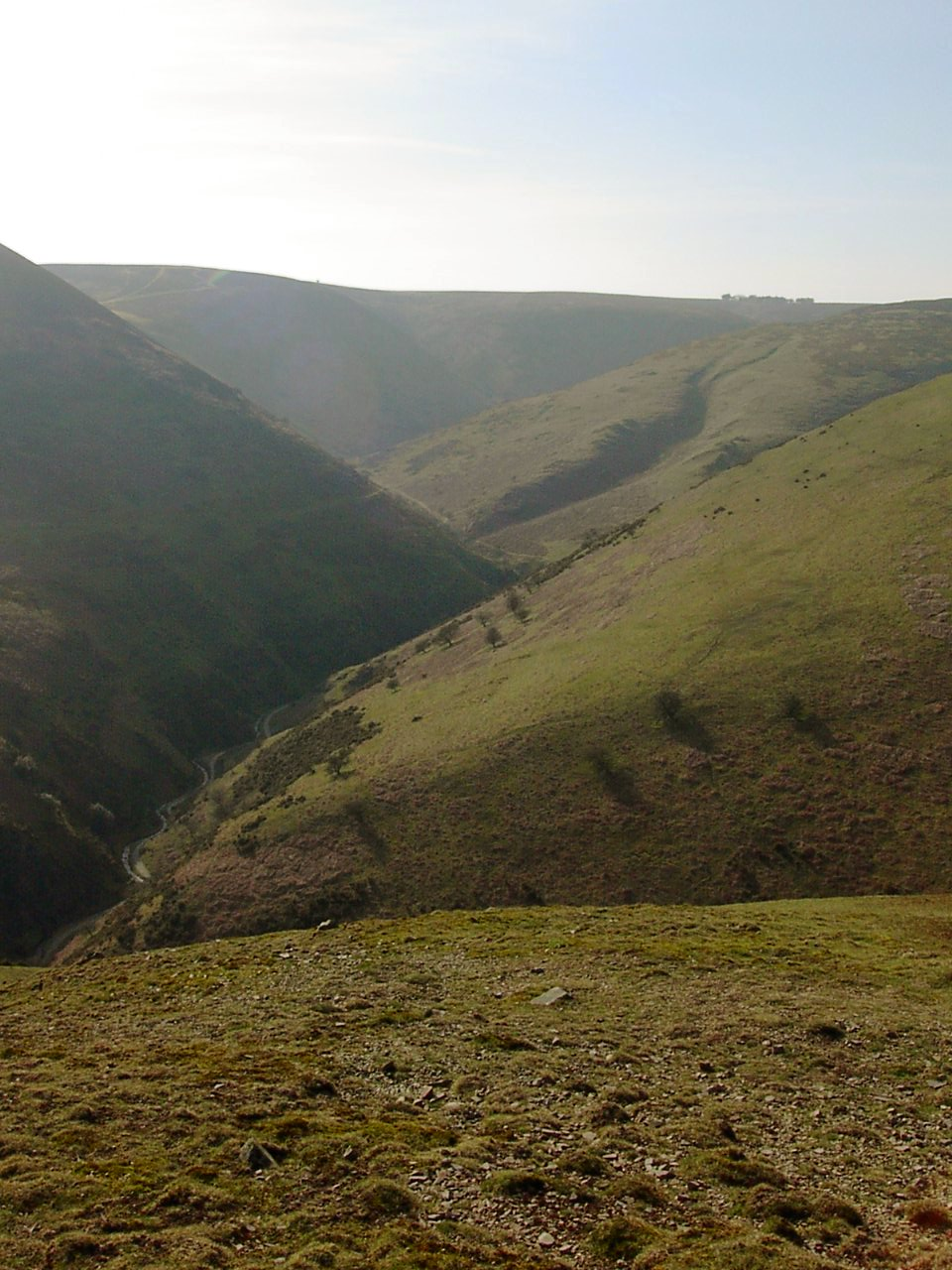
Das Tal Ashes Hollow am Ostabhang des Long Mynd, westlich von Little Stretton. Das Tal durchschneidet Gesteine der Synalds Formation. Fossilfunde wurden entlang seiner Nordseite gemacht.

Die Longmyndian Supergroup befindet sich eingezwängt zwischen der Pontesford-Linley Fault im Nordwesten und der Church Stretton Fault im Südosten. Diese beiden Verwerfungen streichen Nordost-Südwest bis Nordnordost-Südsüdwest und bilden das so genannte Welsh Borderlands Fault System, ein bedeutendes Krustenlineament innerhalb von Ostavalonia, das die Grenze zwischen dem Cymru-Terran im Westen und dem Wrekin-Terran im Osten bildet. Das durch diese beiden Verwerfungssysteme entstandene Sedimentbecken der Longmyndian Supergroup lag wahrscheinlich in unmittelbarer Nähe eines vulkanischen Inselbogens, dem Uriconian Volcanic Arc, womöglich bildete es auch Teil dieses Bogens.
Der Inselbogen war aus einer süd- bis südwestwärts gerichteten Subduktion ozeanischer Kruste des Ran-Meeres unterhalb von Ostavalonia hervorgegangen. Das Ran-Meer hatte sich ab dem Cryogenium vor rund 750 Millionen Jahren nach dem Zerfall von Rodinia durch Ozeanspreizung zwischen den Kontinenten Laurentia, Baltica und Siberia im Norden einerseits und  Amazonia, Avalonia, Florida und Cadomia im Süden andererseits gebildet. Ostavalonia war damals Teil des nordöstlichen Kontinentalrandes von Gondwana.
Gegen Ende des Ediacariums wurden die zwischen den beiden Verwerfungssystemen eingelagerten Beckensedimente dann synklinal verformt, steilgestellt und unter sinistraler Transpression engstehend verfaltet. Die Nordnordost-streichende Synkline taucht leicht nach Süden ab, ihre Achse verläuft jetzt bei Wentnor etwas westlich vom Hauptkamm des Long Mynd.

## Stratigraphie

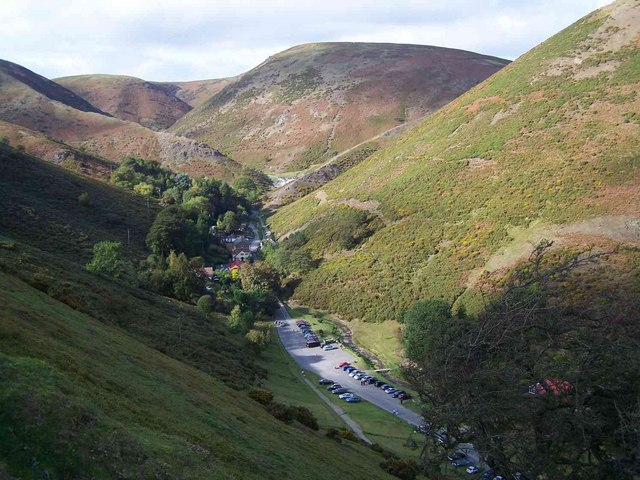
Carding Mill Valley am Ostabbruch des Long Mynd mit der Lightspout Formation und der Portway Formation im hinteren Abschnitt.

Die Longmyndian Supergroup gliedert sich in zwei Gruppen, im Liegenden die Stretton Group und im Hangenden die Wentnor Group. Ihre Gesamtmächtigkeit erreicht gut 6.000 Meter. Die abgelagerten Sedimente dokumentieren generell den Übergang von offen mariner Sedimentation mit Turbiditen hin zu flach marinen und klastischen kontinentalen Fazies, es handelt sich somit um eine regressive Sequenz. Das nach Nordosten ausgelängte, zwischen den beiden Verwerfungssystemen situierte Sedimentationsbecken wurde hauptsächlich von Südost verfüllt, wie Strömungsanzeiger zu erkennen geben. Seltene Schieferklasten und Granatdetritus deuten auf ein metamorphes Liefergebiet, in etwa vergleichbar mit dem Rushton Schist.

### Stretton Group
Die Stretton Group des Liegenden dokumentiert eine regressive Schichtenabfolge von marinen Beckentonen über Turbidite und flachmarinen Deltasanden hin zu Sandsteinen und Siltsteinen einer alluvialen Schwemmebene. In flachmarinen, niedrigenergetischen Sedimenten können Sedimentstrukturen möglichen biogenen Ursprungs beobachtet werden. Die Stretton Group führt teils pyroklastische Ablagerungen, bestehend aus Lapilli und Aschenlagen. Die Vulkanite stammen wahrscheinlich aus der benachbarten Uriconian Group.
Die Stretton Group gliedert sich wie folgt (vom Hangenden zum Liegenden):
- Portway Formation – Zopfstromsedimente mit marinen Inkursionen
- Lightspout Formation – fluviatile Deltasedimente
- Synalds Formation – fluviatile Deltasedimente
- Burway Formation – Turbidite
- Stretton Shale Formation
- Ragleth Tuff Formation

### Wentnor Group
Die Wentnor Group des Hangenden wird von Sandsteinen und gelegentlichen Konglomeraten alluvialer Zopfströme beherrscht. Sie besteht im Hangenden aus der fluviatilen Bridges Formation. Das Liegende bilden die Zopfstromsedimente der Bayston-Oakwood Formation.

## Alter

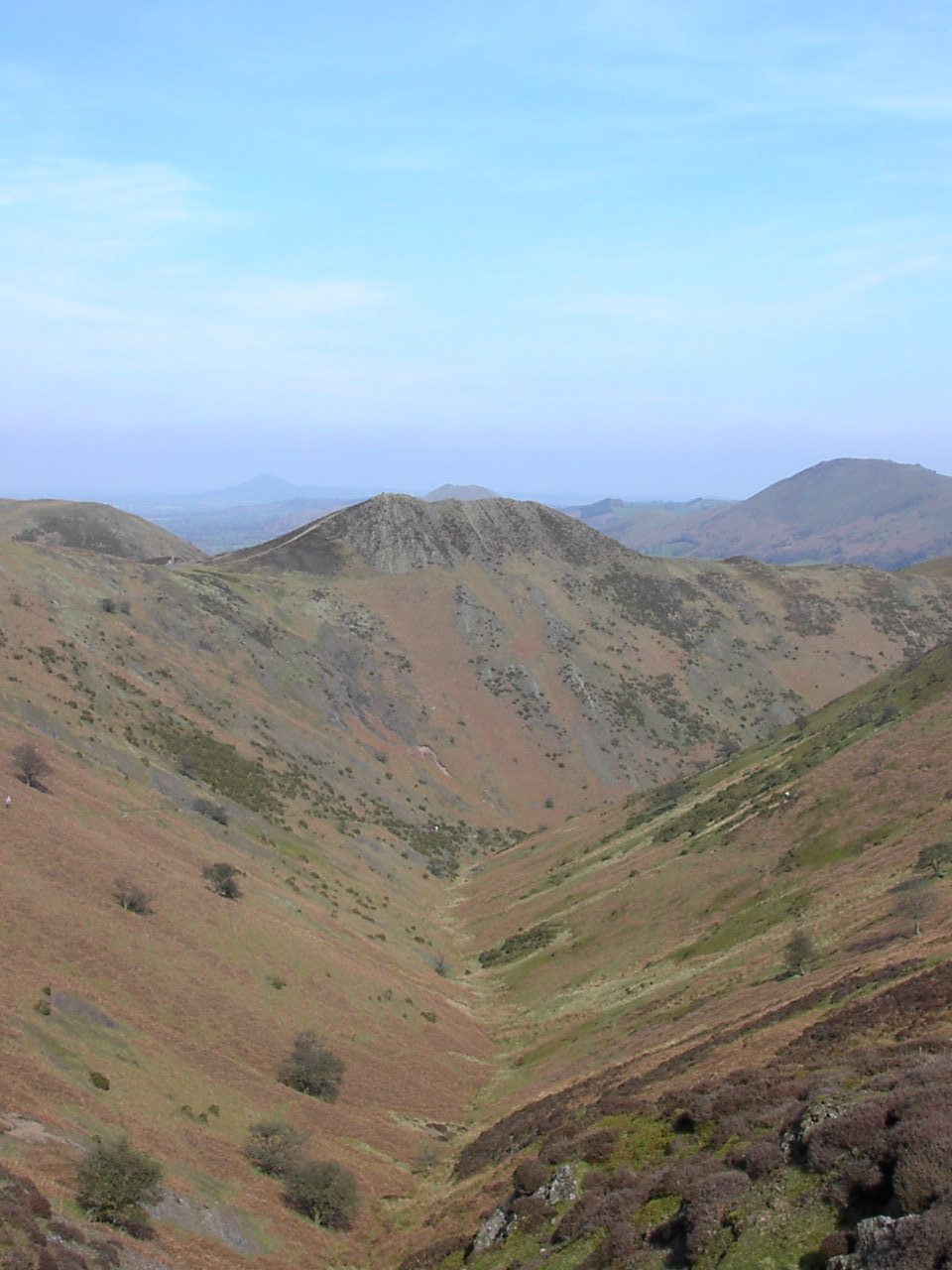
Townbrook Valley mit Burway Hill und im Hintergrund Caer Caradoc. Blick in östliche Richtung über die Burway Formation.

Eingeschaltet in die Longmyndian Supergroup sind Lapilli- und Bentonitlagen, die mittels der Uran-Blei-Methode an Zirkonen radiometrisch datiert werden konnten. So haben beispielsweise die felsischen Batch Volcanics innerhalb der Stretton Shale Formation ein Alter von 566 ± 2,9 Millionen Jahren BP erbracht. Die Lightspout Formation konnte ihrerseits mit 555,9 ± 3,5 Millionen Jahren BP datiert werden.

## Fossilien
Die Longmyndian Supergroup enthält zahlreiche halbkugelförmige Strukturen, die nur mehrere Millimeter groß werden. Diese Strukturen bilden kleine Hügel auf den Schichtunterseiten und Löcher auf den Schichtoberseiten. Ihr organischer Ursprung gilt mittlerweile als gesichert, auch wenn sie früher oft noch als Regentropfenlöcher angesehen wurden. Die Strukturen werden jetzt folgenden Taxa zugeordnet: Beltanelliformis brunsae, Beltanelliformis minutae (sp.nov.), Intrites punctatus und Medusinites asteroides. Zusammen mit den Halbkugeln können auch lineare, netzartige Strukturen angetroffen werden. Die linearen Strukturen mit der Bezeichnung Arumberia banksi dürften Pseudofossilien darstellen. McIlroy und Walter (1997) erklären sie durch mikrobiell bedingtes Verkleben von Sedimentoberflächen (Mikrobiell induzierte Sedimentstruktur oder abgekürzt MISS). Sie könnten aber durchaus auch tektonischen Ursprungs sein.
Fossilien treten erstmals in der Burway Formation der Stretton Group auf. Die Wentnor Group ist jedoch fossilleer.  Das gemeinsame Vorkommen von einfachen Spuren- und Körperfossilien zusammen mit Mikrobenmatten ist typisch für das ausgehende Neoproterozoikum, dieselbe Assoziation kann aber durchaus noch im Phanerozoikum zu finden sein.
Größere Körperfossilien, wie die für die Ediacara-Fauna so typischen Rangeomorpha, sind in der Longmyndian Supergroup jedoch bisher noch nicht entdeckt worden. Dennoch sind die Fossilfunde, die bereits 1856 von John William Salter gemacht wurden (jedoch von ihm damals noch falsch interpretiert wurden), historisch höchst bedeutend, da sie die ersten Hinweise auf Leben in den angeblich azoischen Schichten des Präkambriums lieferten.
Anmerkung: In einer neueren Studie kommen Menon und Kollegen (2016) zu dem Schluss, dass sämtliche angeführten Taxa Pseudofossilien darstellen. Sie beruhen in ihrer Ausgestaltung dennoch alle auf der Gegenwart von Mikrobenmatten (Englisch microbial mats) auf der Sedimentoberfläche. Diese verklebten das Sediment und zwangen daher das Porenwasser in eben diesen speziellen Strukturen auf ungewöhnliche Weise aufzusteigen und zu entwässern.